# Гзелль, Георг
Георг Гзелль, также устар. Кселль, Гезель (нем. Georg Gsell, Georg Gxell, Georg Xsell, Georg Ksell, Georg Xell, Georg Gesell, Juri; 28 января 1673, Санкт-Галлен — 22 ноября 1740, Санкт-Петербург) — швейцарский живописец и торговец картинами. Представитель россики, работал в Санкт-Петербурге.

## Биография
Георг Гзелль родился 28 января 1673 года в городе Санкт-Галлене, восточная Швейцария, в семье голландского происхождения. Получил образование в Вене у живописца и гравёра Антони Схоньянса. Затем до 1704 года жил и работал в своём родном городе Санкт-Галлене. В 1697 году женился на Марии-Гертруде фон Лоен из Франкфурта-на-Майне. У них было пятеро дочерей, в том числе Элизабет Гзелль, родившаяся в 1699 году в Санкт-Галлене, которая в 1717 году вышла замуж в Амстердаме за библиографа и переводчика Исаака Ле Лонга, и Катерина Гзелль, родившаяся в 1707 году в Амстердаме, которая позднее стала первой женой математика Леонарда Эйлера.
В 1704 году Георг Гзелль переехал в Амстердам. После смерти первой жены в 1713 году женился на Анне Хорстманс, но затем супруги расстались. В 1717 году Гзелль женился в третий раз, взяв в жёны вдову Доротею Марию Хендрикс (1678—1743), дочь художницы Mapии Сибиллы Мериан и художника Иоганна Андреаса Граффа. Она также была художницей и некоторое время жила вместе с матерью в Суринаме (Южная Америка), где рисовала представителей местной флоры и фауны.

## Георг Гзелль в России
В 1716 году во время визита в Амстердам Пётр Великий привлёк Гзелля в качестве художественного консультанта. Как знаток голландского искусства, Гзелль советовал русскому царю, какие картины и другие произведения искусства ему следует приобрести для дворцов в Петергофе и Санкт-Петербурге. В 1717 году Гзeлль вместе с женой Доротеей Марией приехал в Россию. Президент Академии наук Лаврентий Блюментрост пригласил его преподавать рисунок в школе при петербургской типографии, а затем, с 1726 года — в «фигурном классе» Гравировальной палаты при Академии наук.
В Санкт-Петербурге он сначала работал с женой в Кунсткамере, а затем в 1720 году был назначен хранителем императорских галерей. Гзелль занимался пополнением, хранением и первой каталогизацией императорской коллекции живописи, являясь на этом поприще предшественником Якоба Штелина. Он составлял проекты фейерверков, триумфальных ворот, титульных листов академических изданий. Занимался графической фиксацией экспонатов Кунсткамеры, известен живописными портретами: великана Николая Буржуа (1716, ГРМ), «бородатых женщин» (эти работы не сохранились). Доротея Гзелль создавала натуралистические изображения растений, птиц и насекомых для академических атласов.
Георг Гзелль также оформлял росписями Летний дворец Петра I и Грот в Летнем саду, лютеранскую церковь Святых Петра и Павла, коронационные триумфальные ворота (1731) и триумфальные ворота на Троицкой пристани. Вместе с Андреем Матвеевым в 1728—1731 годах Гзелль работал над убранством Петропавловского собора, выполнил «картину в купол» и восемнадцать икон.
После смерти Петра Великого Гзелль с 1727 года преподавал живопись и рисунок в Российской Академии наук в Санкт-Петербурге и иллюстрировал несколько изданий академии, например, рисовал внутренности львов и рыб. Он также писал портреты, произведения бытового жанра, натюрморты, картины на религиозные и мифологические сюжеты, такие как «Венера и Амур» (1722, теперь в Художественном музее Золотурна, Швейцария). Большинство его работ находится в России, четыре из них — в музеях Петергофа. После смерти Георга Гзелля в 1740 году члены его семьи остались в России; известны некоторые внуки и правнуки.

## Портретная галерея Георга Гзелля
- Портрет Петра Андреевича Толстого. Между 1717 и 1729. Холст, масло. Государственный Русский музей, Санкт-Петербург
- Портрет Артемия Волынского. Между 1717 и 1740. Холст, масло. Государственная Третьяковская галерея, Москва
- Портрет великана Николая Буржуа. Между 1717 и 1724. Холст, масло. Государственный Русский музей, Санкт-Петербург
- Портрет дворянина в плаще из светло-коричневого бархата с желтой подкладкой, кружевной сорочке и парике. Частное собрание